# Misumena tapyasuka
Misumena tapyasuka är en spindelart som beskrevs av Alberto Barrion och James A. Litsinger 1995. Misumena tapyasuka ingår i släktet Misumena och familjen krabbspindlar. Inga underarter finns listade i Catalogue of Life.